# Kristina Sobol
Kristina Iwanowna Sobol (Кристина Ивановна Соболь, ur. 30 listopada 1991 roku) – rosyjska sztangistka. Do jej najważniejszych osiągnięć należą srebrne medale na mistrzostwach Europy w latach 2019 i 2021, a także brązowy medal na mistrzostwach Europy juniorów w roku 2010.